# جام ملت‌های اروپا ۲۰۲۸
جام ملت‌های اروپا ۲۰۲۸ (انگلیسی: UEFA Euro 2028) یا یورو ۲۰۲۸ هجدهمین دوره از رقابت‌های فوتبال جام ملت‌های اروپا است که قرار است در ژوئن و ژوئیه سال ۲۰۲۸ برگزار شود. این مسابقات از ۲۱ خرداد ۱۴۰۷ آغاز و در ۲۰ تیر ۱۴۰۷ به اتمام می‌رسد و ضمناً برنده این مسابقه با برنده کوپا آمه ریکا در فینالیسیما ۲۰۳۰ مسابقه می دهددر این دوره حضور تیم‌های انگلیس و ایرلند قطعی شده است و سایر ۲۲ تیم دیگر باید از ماه مارس ۲۰۲۷ (فروردین ۱۴۰۶) تا ماه نوامبر ۲۰۲۷ (آبان ۱۴۰۶) مسابقه دهند. قرعه کشی مرحله نهایی یورو ۲۰۲۸ در ۱ دسامبر ۲۰۲۷ (۱۰ آذر ۱۴۰۶) در لندن برگزارخواهد شد. و سه تیم برتری که نتوانستند به این مسابقات راه پیدا کنند از طریق عملکرد لیگ ملت‌های اروپا ۲۰۲۶–۲۰۲۷ به این مراحل راه پیدا کنند. بازی‌های مراحل پلی آف آن سه تیمی که نتوانستند از طریق مرحله مقدماتی به یورو ۲۰۲۸ صعود کنند در ماه مارس ۲۰۲۸ (فروردین ۱۴۰۷) به انجام خواهد رسید.

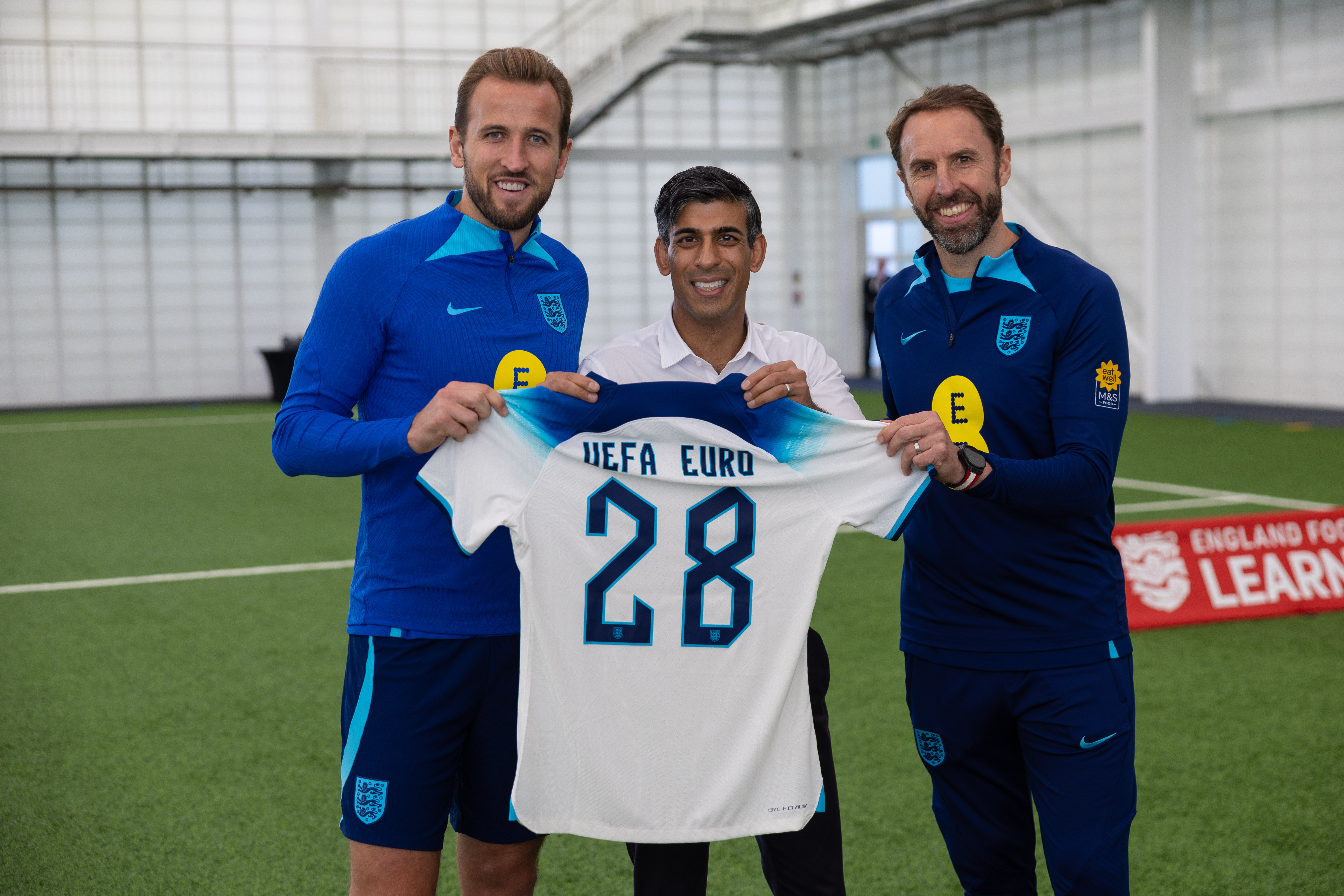
نخست وزیر وقت بریتانیا، ریشی سوناک (وسط)، با کاپیتان انگلیس، هری کین (چپ) و سرمربی وقت انگلیس، گرت ساوتگیت (راست)، در پارک سنت جورج، در اکتبر ۲۰۲۳.

## ورزشگاه‌ها
شهرهای میزبان و مکان‌های انتخاب شده به شرح زیر است:
در ۱۲ آوریل ۲۰۲۳، ده ورزشگاه برای جام ملت‌های اروپا ۲۰۲۸ انتخاب شدند و این فهرست توسط یوفا در ۱۰ اکتبر ۲۰۲۳ تایید شد. حذفیات قابل توجه عبارتند از آنفیلد، که به دلیل اینکه ابعاد زمین آن کمتر از نیازهای یوفا بود، واجد شرایط میزبانی بازی ها نبود، و اولدترافورد، که پس از اینکه منچستریونایتد نتوانست تضمین دهد که آیا ورزشگاه در آن زمان آماده خواهد بود یا خیر، حذف شد. ورزشگاه آف لایت، ورزشگاه المپیک لندن، سلتیک پارک، آیبروکس، مورای‌فیلد و کروک پارک نیز در فهرست پایانی قرار گرفتند، اما انتخاب نشدند. کیزمنت پارک پیشنهاد شد اما بعداً به عنوان یک مکان پیشنهادی حذف شد.
| لندن                  | لندن                                                                                          | کاردیف                                                                                        | منچستر                                                                                        |
| --------------------- | --------------------------------------------------------------------------------------------- | --------------------------------------------------------------------------------------------- | --------------------------------------------------------------------------------------------- |
| ورزشگاه ومبلی         | ورزشگاه تاتنهام هاتسپر                                                                        | ورزشگاه میلنیوم                                                                               | ورزشگاه شهر منچستر                                                                            |
| گنجایش: ۹۰,۶۵۲ نفر    | گنجایش: ۶۲,۳۲۲ نفر                                                                            | گنجایش: ۷۳,۹۵۲ نفر                                                                            | گنجایش: ۶۱,۰۰۰ نفر                                                                            |
|                       |                                                                                               |                                                                                               |                                                                                               |
| لیورپول               | لندنکاردیفمنچسترلیورپولنیوکاسلبیرمنگامگلاسکودوبلینجام ملت‌های اروپا ۲۰۲۸ (بریتانیا و ایرلند) · | لندنکاردیفمنچسترلیورپولنیوکاسلبیرمنگامگلاسکودوبلینجام ملت‌های اروپا ۲۰۲۸ (بریتانیا و ایرلند) · | لندنکاردیفمنچسترلیورپولنیوکاسلبیرمنگامگلاسکودوبلینجام ملت‌های اروپا ۲۰۲۸ (بریتانیا و ایرلند) · |
| ورزشگاه اورتون        | لندنکاردیفمنچسترلیورپولنیوکاسلبیرمنگامگلاسکودوبلینجام ملت‌های اروپا ۲۰۲۸ (بریتانیا و ایرلند) · | لندنکاردیفمنچسترلیورپولنیوکاسلبیرمنگامگلاسکودوبلینجام ملت‌های اروپا ۲۰۲۸ (بریتانیا و ایرلند) · | لندنکاردیفمنچسترلیورپولنیوکاسلبیرمنگامگلاسکودوبلینجام ملت‌های اروپا ۲۰۲۸ (بریتانیا و ایرلند) · |
| گنجایش: ۵۲,۸۸۸ نفر    | لندنکاردیفمنچسترلیورپولنیوکاسلبیرمنگامگلاسکودوبلینجام ملت‌های اروپا ۲۰۲۸ (بریتانیا و ایرلند) · | لندنکاردیفمنچسترلیورپولنیوکاسلبیرمنگامگلاسکودوبلینجام ملت‌های اروپا ۲۰۲۸ (بریتانیا و ایرلند) · | لندنکاردیفمنچسترلیورپولنیوکاسلبیرمنگامگلاسکودوبلینجام ملت‌های اروپا ۲۰۲۸ (بریتانیا و ایرلند) · |
|                       | لندنکاردیفمنچسترلیورپولنیوکاسلبیرمنگامگلاسکودوبلینجام ملت‌های اروپا ۲۰۲۸ (بریتانیا و ایرلند) · | لندنکاردیفمنچسترلیورپولنیوکاسلبیرمنگامگلاسکودوبلینجام ملت‌های اروپا ۲۰۲۸ (بریتانیا و ایرلند) · | لندنکاردیفمنچسترلیورپولنیوکاسلبیرمنگامگلاسکودوبلینجام ملت‌های اروپا ۲۰۲۸ (بریتانیا و ایرلند) · |
| نیوکاسل               | لندنکاردیفمنچسترلیورپولنیوکاسلبیرمنگامگلاسکودوبلینجام ملت‌های اروپا ۲۰۲۸ (بریتانیا و ایرلند) · | لندنکاردیفمنچسترلیورپولنیوکاسلبیرمنگامگلاسکودوبلینجام ملت‌های اروپا ۲۰۲۸ (بریتانیا و ایرلند) · | لندنکاردیفمنچسترلیورپولنیوکاسلبیرمنگامگلاسکودوبلینجام ملت‌های اروپا ۲۰۲۸ (بریتانیا و ایرلند) · |
| ورزشگاه سنت جیمز پارک | لندنکاردیفمنچسترلیورپولنیوکاسلبیرمنگامگلاسکودوبلینجام ملت‌های اروپا ۲۰۲۸ (بریتانیا و ایرلند) · | لندنکاردیفمنچسترلیورپولنیوکاسلبیرمنگامگلاسکودوبلینجام ملت‌های اروپا ۲۰۲۸ (بریتانیا و ایرلند) · | لندنکاردیفمنچسترلیورپولنیوکاسلبیرمنگامگلاسکودوبلینجام ملت‌های اروپا ۲۰۲۸ (بریتانیا و ایرلند) · |
| گنجایش: ۵۲,۳۰۵ نفر    | لندنکاردیفمنچسترلیورپولنیوکاسلبیرمنگامگلاسکودوبلینجام ملت‌های اروپا ۲۰۲۸ (بریتانیا و ایرلند) · | لندنکاردیفمنچسترلیورپولنیوکاسلبیرمنگامگلاسکودوبلینجام ملت‌های اروپا ۲۰۲۸ (بریتانیا و ایرلند) · | لندنکاردیفمنچسترلیورپولنیوکاسلبیرمنگامگلاسکودوبلینجام ملت‌های اروپا ۲۰۲۸ (بریتانیا و ایرلند) · |
|                       | لندنکاردیفمنچسترلیورپولنیوکاسلبیرمنگامگلاسکودوبلینجام ملت‌های اروپا ۲۰۲۸ (بریتانیا و ایرلند) · | لندنکاردیفمنچسترلیورپولنیوکاسلبیرمنگامگلاسکودوبلینجام ملت‌های اروپا ۲۰۲۸ (بریتانیا و ایرلند) · | لندنکاردیفمنچسترلیورپولنیوکاسلبیرمنگامگلاسکودوبلینجام ملت‌های اروپا ۲۰۲۸ (بریتانیا و ایرلند) · |
| گلاسکو                | دوبلین                                                                                        | بیرمنگام                                                                                      |                                                                                               |
| ورزشگاه همپدن پارک    | ورزشگاه آویوا                                                                                 | ورزشگاه ویلا پارک                                                                             |                                                                                               |
| گنجایش: ۵۲,۰۳۲ نفر    | گنجایش: ۵۱,۷۱۱ نفر                                                                            | گنجایش: ۴۲,۶۴۰ نفر                                                                            |                                                                                               |
|                       |                                                                                               |                                                                                               |                                                                                               |